# Essisus vivesi
Essisus vivesi là một loài bọ cánh cứng trong họ Cerambycidae.